# Sorós
Sorós är en bergstopp i Grekland.   Den ligger i prefekturen Nomós Rethýmnis och regionen Kreta, i den sydöstra delen av landet, 300 km söder om huvudstaden Aten. Toppen på Sorós är 1 173 meter över havet, eller 328 meter över den omgivande terrängen. Bredden vid basen är 3,1 km.
Terrängen runt Sorós är huvudsakligen kuperad, men åt sydost är den bergig.Runt Sorós är det ganska glesbefolkat, med 21 invånare per kvadratkilometer. Närmaste större samhälle är Rethymnon, 17,4 km nordväst om Sorós. Trakten runt Sorós består till största delen av jordbruksmark.